# Бравлин
Бравлин — легендарный князь, предводитель великой русской рати из Новаграда, совершивший набег на византийский город Сурож (Сугдею) в Таврии (нынешний Крым) на рубеже VIII—IX веков. Известен только по описанию похода дружины на Крым и христианского чуда в русской редакции «Жития Стефана Сурожского» XV века. 

## Борьба за Причерноморье (мнение Томаса Кендрика)
По мнению британского учёного Томаса Кендрика, начало IX века было отмечено борьбой варягов (скандинавов), известных византийцам как rus' или Rhos (῾Ρῶς) за контроль над торговым путем по Днепру. Согласно Кендрику, торговым походам варягов препятствовали хазары, жившие в низовьях Днепра и северном Причерноморье. Походы варягов увенчались изгнанием хазар из района современного Херсона. После этого варяги предприняли набег на южное побережье Чёрного моря и разграбили там в Пафлагонии византийский город Амастриду. О том, в какие годы был совершён этот набег, не известно (наиболее вероятно, в 830-е годы). Кендрик считал, если это произошло в самом начале века, то не исключено, что предводителем варягов мог быть тот же легендарный Бравлин, который возглавлял набег на крымский Сурож.

## Набег на Сурож
Собственно «Житие Стефана Сурожского» описывает деяния епископа Сугдеи (древнерус. Сурож, совр. Судак), византийского города на юго-востоке Крыма. Стефан Сурожский родился около 700 года, в 787 году отмечен как участник Седьмого (Второго Никейского) собора. Предполагается, что он скончался в конце VIII века, после чего его мощи покоились на алтаре храма святой Софии в Суроже.
Вскоре после смерти Стефана на Сурож напал некий князь Бравлин:

По смерти же святого мало лет минуло, пришла рать великая русская из Новаграда. Князь Бравлин, очень сильный, пленил [всё] от Корсуня и до Керчи. Подошёл с большой силой к Сурожу, 10 дней бился зло там. И по истечении 10 дней Бравлин ворвался в город, разломав железные ворота.

Русский князь кинулся в храм святой Софии, где разграбил золотую утварь и прочие драгоценности, наваленные возле гроба святого. В тот же момент у Бравлина случился приступ, который житие описывает как «обратися лице его назадъ». Тогда предводитель приказал своим людям вернуть всё награбленное к гробу святого, однако это не помогло обездвиженному князю. Бравлин приказал вывести войско из захваченного города, оставив в нём всю добычу, награбленную также в Корсуни и Керчи. Святой Стефан явился к князю в видении и сказал: «Пока не крестишься в церкви моей, не возвратишься и не выйдешь отсюда».
Архиепископ Филарет сотворил молитву и крестил Бравлина, после чего тот вернулся в нормальное состояние. Приняли крещение также все его бояре. Бравлин по настоянию церковников повелел отпустить всех пленников, затем неделю не выходил из церкви, пока не почтил дарами святого Стефана и сам город Сурож с его жителями, после чего удалился.

## История Жития Стефана Сурожского
Известны две редакции «Жития Стефана Сурожского» — короткое изложение на греческом и подробная редакция на древнерусском языке. В лаконичной греческой версии рассказ о посмертных чудесах и набеге Бравлина отсутствуют.
Дата создания русского жития Стефана относится к XV веку. В его состав вошло заимствование из жития Петра митрополита, умершего в начале XV века. А уже в жизнеописании преподобного Дмитрия Прилуцкого, составленном во второй половине XV века, цитируется рассказ из Стефанова жития. Верхняя граница написания жития может быть ориентировочно определена 1475 годом, когда Сурож был захвачен турками, о чём житие не сообщает. С другой стороны, в 1327 году Сурож был разграблен неким Агач Пасли, храм святой Софии и церковь святого Стефана были разрушены, о чём также нет упоминания в житии.
В XVI веке набег князя Бравлина косвенно отмечается в Степенной книге царского родословия:

Иже и преже Рюрикова пришествия в словенскую землю, не худа бяша держава словенского языка; воинствоваху бо и тогда на многие страны, на Селунский град и на Херсон и на прочих тамо, якоже свидетельствует нечто мало от части в чудесах великомученика Дмитрия и святого архиепископа Стефана Сурожского.

Но затем в XVII веке история с князем Бравлином исчезает из русской редакции жития Стефана Сурожского. В XIX веке историки открывают её вновь по старым рукописям. С этого времени достоверность Бравлина и его идентификация становятся предметом исследований и споров историков.

## Историография
Историки, в частности В. Г. Васильевский, пришли к выводу, что житие Стефана Сурожского составлено русским автором XV века на основе подлинного греческого источника. Наличие греческого источника подтверждается исторически точными деталями повествования о Суроже и Византии, известными из других независимых источников. Сам Васильевский, введший в научный оборот Житие Стефана Сурожского в 1893 году, посчитал его недостоверным источником. Известный историк-византиевед А. А. Васильев предложил вывести из научного оборота это житие, которое, по его мнению, представляет интерес только для истории русской литературы позднего средневековья. Его коллега Константин Цукерман также ставил под сомнение историчность Бравлина и его похода на Крым.
Если история с набегом и не является вымышленной вставкой в греческий текст жития, этническая принадлежность князя Бравлина остаётся неясной. Сама этимология имени свидетельствует о неславянском происхождении князя. Окончание -ин не характерно для славянских имён, но встречается у древних германцев и скандинавов. С другой стороны, притяжательный падеж у славян почти повсеместно выводит к окончанию -ин, что дает слова типа Грецин (принадлежащий к грекам), Русин (принадлежащий к русским), Ольгин (принадлежащий Олегу) и т. д. уже в ранних письменных памятниках восточных славян.
По мнению ряда учёных, предводитель народа руси мог иметь скандинавское имя, однако из Новгорода, если под названием Новаград имелся в виду город на Волхове, Бравлин прийти не мог. Русские летописи сообщают об основании Новгорода на Волхове не ранее половины IX века.
Историки предлагают различные версии как относительно этимологии имени Бравлин, так и Новаграда. Под Новаградом мог подразумеваться Неаполь Скифский (Новый Город) около нынешнего Симферополя, или же Noviodunum (Новый Город на кельтском) на нижнем Дунае. Имя Бравлин (или Бравалин в одной из рукописей, или Боравлен) могло быть почётным наименованием участника легендарной датско-шведской битвы 770 года в местечке Браваллы в восточном Готланде (область в Швеции). В битве этой, согласно датским сагам, участвовали и представители руси.
Известно готское имя Бравлион — его носил епископ Цезаравгусты (совр. Сарагосы) в Испании, умерший в 651 году.